# School of Seven Bells
School of Seven Bells (spesso stilizzato come SVIIB) è un gruppo musicale statunitense formatosi a New York nel 2007. Il gruppo è stato composto da Alejandra Deheza (voce, chitarra) e Benjamin Curtis (chitarra, synth, voce) fino alla morte di quest'ultimo, avvenuta nel 2013. La sorella di Alejandra, Claudia Deheza (tastiere, voce) ha fatto parte del gruppo fino al 2010.

## Storia
Benjamin Curtis ha incontrato le sorelle gemelle Alejandra e Claudia Deheza (già negli On!Air!Library!) durante un tour degli Interpol, durante cui suonava come "open act" insieme ai Secret Machines. I tre hanno deciso di iniziare a registrare insieme. Nel maggio 2007 è stato pubblicato il singolo My Cabal, seguito, in settembre, da Face to Face on High Places. La band è poi partita in tour con i Blonde Redhead.
L'album di debutto, Alpinisms, è stato pubblicato nel 2008. La traccia Chain è stata inserita nella compilation Ghostly Swim.
Il secondo album studio, chiamato Disconnected from Desire, è stato pubblicato nel luglio 2010. In ottobre Claudia Deheza ha lasciato la band per motivi personali.
Nel febbraio 2012 viene pubblicato Ghostory, il primo album pubblicato come duo. Il disco contiene i singoli The Night e Lafaye. In novembre segue l'EP Put Your Sad Down.
Nel febbraio 2013 viene annunciato che a Benjamin Curtis è stato diagnosticato un linfoma e che il musicista deve essere sottoposto a diversi mesi di cura. Nel mese di agosto viene organizzato a New York un concerto di beneficenza per ricavare fondi in favore delle cure. Curtis si spegne il 29 dicembre dello stesso anno presso il Memorial Sloan-Kettering Cancer Center all'età di 35 anni.

## Discografia

### Album studio
- 2008 - Alpinisms
- 2010 - Disconnecte from Desire
- 2012 - Ghostory
- 2016 - "SVIIB"

### EP
- "Face to Face on High Places" (2007)
- "My Cabal" (2007)
- "Silent Grips" (2007)
- "Half Asleep" (2008)
- "Heart Is Strange" (2008)
- "Iamundernodisguise" (2009)
- "Windstorm" (2010)
- "I L U" (2010)
- Put Your Sad Down (2012)
- "The Night" (2012)
- "Lafaye" (2012)
- "Scavenger" (2012)